# Sứa hoa đào
Sứa nước ngọt (tên khoa học Craspedacusta sowerbyi), còn gọi là Thủy gấu trúc hay Sứa hoa đào, là một loài nhuyễn thể trong bộ sứa, ngành ruột khoang.

## Hình thái
Sứa nước ngọt có dạng thù đối xứng tỏa tròn, trong suốt do có cấu tạo hóa học 98% là nước. Gồm một vòm mũ (dù sứa) kích thước khoảng 3 cm, 4 túi sinh dục cách đều nhau phía dưới vòm mũ, bao quanh khoang miệng và túi tiêu hóa là trục đối xứng của cả cơ thể và hàng trăm tua dù nhỏ xíu đính quanh viền vòm mũ chứa vô số tế bào gai cnidocyte có chất độc mọc trên mỗi tua. Vì sống trong môi trường cận trung tính và do kích thước nhỏ bé nên chất độc của chúng không ảnh hưởng đến con người.

## Sinh thái
Sứa nước ngọt là loài sứa duy nhất sống trong môi trường nước ngọt, trong khi họ hàng của chúng tất cả đều sống ở nước mặn. Chúng ưa thích trong môi trường nước tĩnh lặng như ao, hồ chứa nhiều rêu tảo, có dồi dào các sinh vật phù du như rận nước, trùng roi, trứng nước... đây chính là nguồn thức ăn của sứa nước ngọt.
Sứa nước ngọt còn được cho thấy ưa sống trong môi trường có tính axit nhẹ, với nhiệt độ mát trong ngưỡng 3 °C đến 30 °C. Dưới 3 °C, sứa nước ngọt co rút thành thể thụ động podocyst; trên 30 °C, sứa nước ngọt không chết, nhưng hoạt động cao để cố gắng tìm tầng nước có nhiệt độ phù hợp hơn.
Chính vì sống trong môi trường nước bẩn, nhiều rêu tảo và ăn các sinh vật nhỏ, nên sứa nước ngọt có vai trò cải tạo môi trường nước.

## Di chuyển
Vòm mũ sứa phồng ra, hút nước vào bên trong, rồi co bóp về phía sau, tạo áp lực đẩy nước thoát về phía sau và cơ thể sứa di chuyển về phía trước. Miệng sứa cũng góp vai trò trong di chuyển bằng cách thổi nước về phía sau. Sứa nước ngọt bẻ lái, đổi hướng di chuyển bằng các tua dù và tua miệng rẽ nước như bánh lái.

## Tiêu hóa
Sứa nước ngọt là loài tiêu hóa dị dưỡng ăn thịt, thức ăn của chúng là các sinh vật phù du. 
Cũng như cách thức tiêu hóa của các loài sứa khác hoặc các sinh vật ruột khoang, sứa nước ngọt bắt mồi bằng cách dùng tua dù và tua miệng có chất độc chích cho con mồi bị tê liệt. Sau đó tua miệng đưa con mồi vào miệng, con mồi được đẩy đến ống tiêu hóa và bị tiêu hóa trong túi tiêu hóa. Các bã tiêu hóa được đẩy ngược lại từ túi tiêu hóa lên miệng và thải ra ngoài môi trường.

## Tuần hoàn - Hô hấp - Bài tiết - Thần kinh
Hệ tuần hoàn
Tất cả các loài sứa đều chưa có hệ tuần hoàn, do đó không có các cơ quan chuyên biệt như tim, mạch máu... Bởi vì cấu tạo sứa đơn giản, việc trao đổi chất được thực hiện bằng cách khuếch tán từ tế bào này sang tế bào khác. Sứa nước ngọt cũng tuân theo cấu tạo này như tất cả các sinh vật họ sứa khác.
Hệ hô hấp
Hệ hô hấp của chúng vô cùng đơn giản, chỉ là các bộ máy trao đổi khí trong mỗi tế bào ở thành cơ thể. Sứa nước ngọt chưa có phổi, các hệ thống ống khí...
Bài tiết
Sứa nước ngọt trao đổi nước ra môi trường cũng bằng cách khuếch tán qua màng mỗi tế bào. Chúng chưa có hệ bài tiết.
Hệ thần kinh
Hệ thần kinh của sứa nước ngọt rất sơ khai, bao gồm các tế bào cảm giác và tế bào thần kinh liên kết với nhau thành dạng lưới, phủ kín cả cơ thể chúng. Các xung thần kinh được truyền trực tiếp từ tế bào cảm giác đến tế bào thần kinh, sau đó truyền từ tế bào thần kinh đến tế bào phản ứng.

## Sinh sản - Phát triển

Vòng đời của họ sứa (minh họa cho Sứa nước ngọt)

Sứa nước ngọt có cả hình thức sinh sản vô tính (trong môi trường ổn định) và sinh sản hữu tính (khi môi trường thay đổi). Vì sự phát triển cơ quan sinh dục đực-cái phụ thuộc vào yếu tố môi trường như nhiệt độ, độ pH...
- Sinh sản vô tính

Trong sinh sản vô tính, chúng tách các phần cơ thể ra khỏi cơ thể mẹ và tạo thành cơ thể sinh học mới.
- Sinh sản hữu tính

Hai con sứa nước ngọt thụ tinh ngoài

Khi cặp sứa nước ngọt sinh sản hữu tính, cá thể sứa đực phóng các tế bào tinh trùng vào nước gần nơi cá thể cái thả các tế bào trứng (thụ tinh ngoài), trứng được thụ tinh sẽ rơi xuống đáy, phát triển thành ấu trùng planula là các mầm sứa. Các planula sẽ lại phát triển thành các chồi sứa (polyp). Khi gặp điều kiện thuận lợi và thời gian mầm mống đi qua, chồi sứa "nở hoa" tạo thành một dạng tiền định hình, dạng tiền định hình sẽ phát triển đầy đủ các tua và thành cá thể sứa nước ngọt hoàn chỉnh.

## Phân bố loài
Chồi sứa nước ngọt có thể bám vào bất cứ các vật thể rắn nào hoặc lênh đênh trên mặt nước. Do đó chúng có thể phát tán loài bằng các tác động của gió, nước, hoặc sinh vật khác như cá, chim... giúp sứa nước ngọt xuất hiện hầu hết khắp địa cầu do sự phát tán mạnh các chồi sứa và podocyst - thể thức ngủ đông của sứa hoặc thủy tức. 

## Tầm quan trọng
Sứa nước ngọt được gọi là hóa thạch sống vì được tin rằng đã tồn tại trên trái đất từ 100 triệu năm trước, thậm chí trước cả sự xuất hiện của các loài bò sát cổ đại khủng long.
Bộ gen của sứa nước ngọt là bộ gen quan trọng trong nghiên cứu lịch sử sinh vật.
Quần thể sứa nước ngọt có tác dụng làm sạch, trong, cải thiện nước.
Sứa nước ngọt còn có thể nuôi làm cảnh.
Sứa nước ngọt không dùng làm thực phẩm.